# Spaleni słońcem (singel)
Spaleni słońcem – trzeci singel polskiej piosenkarki Kaśki Sochackiej z jej drugiego minialbumu, zatytułowanego Ministory. Singel został wydany 3 sierpnia 2022.
Nagranie otrzymało w Polsce status platynowego singla, przekraczając liczbę 50 tysięcy sprzedanych kopii.

## Geneza utworu i historia wydania
Utwór napisali i skomponowali Katarzyna Sochacka-Kasznia, Agata Trafalska, Daria Ryczek-Zając, Aleksander Świerkot, Magdalena Laskowska i Łukasz Federkiewicz.
Singel ukazał się w formacie digital download 3 sierpnia 2022 w Polsce za pośrednictwem wytwórni płytowej Jazzboy Records w dystrybucji e-Muzyka. Piosenka została umieszczona na drugim minialbumie Sochackiej – Ministory.

## Teledysk
Do utworu powstał teledysk w reżyserii Nataszy Parzymies, który udostępniono w dniu premiery singla za pośrednictwem serwisu YouTube.

## Lista utworów
- Digital download[2]

1. „Spaleni słońcem” – 3:41

## Certyfikaty
| Kraj          | Certyfikat      | Sprzedaż |
| ------------- | --------------- | -------- |
| Polska (ZPAV) | platynowa płyta | 50 000+  |